# УСТ Пролом (Альтеттінг)
УСТ «Пролом» (Українське Спортове Товариство «Пролом») — українське спортивне товариство з німецького поселення Альтеттінг.
«Пролом» у славнім з релігійних прощ селі Альтеттінґ біля Мюльбурга (в таборі перебувало 130 українців) засновано 5 травня 1947 року під головуванням Осипа Ліськевича. Чинною була лише секція волейболу чоловіків.
Товариство не встигло проявити активну діяльність і незабаром восени 1947 р. самоліквідувалося.